# Leninskij (obwód orenburski)
Leninskij (ros. Ленинский) – osiedle w Rosji, w obwodzie orenburskim, w rejonie pierwomajskim. W 2010 liczyło 777 mieszkańców.